# Сражение при Монмирале
Сражение при Монмирале (фр. Bataille de Montmirail) — разгром Наполеоном 11 февраля 1814 года русского корпуса под командованием Ф. В. Остен-Сакена и части прусского корпуса Йорка во 2-й день так называемой Шестидневной войны Наполеона на территории Франции.
Наполеон воспользовался разбросанным положением корпусов Силезской армии прусского фельдмаршала Блюхера при их движении на Париж и атаковал 10 февраля всей армией под местечком Шампобер (фр. Champaubert, ок. 100 км к востоку от Парижа) 9-й пех. корпус Олсуфьева из армии Блюхера. Русский корпус понёс тяжёлые потери, а генерал-лейтенант Олсуфьев попал в плен. Затем Наполеон повернул армию на запад и 11 февраля атаковал под Монмиралем (фр. Montmirail) и разбил русский корпус генерала от инфантерии Остен-Сакена (с частью прусского корпуса Йорка), который поспешил на помощь Олсуфьеву.

## Предыстория
С января 1814 года русско-прусско-австрийские союзники вели борьбу с Наполеоном на территории Франции. Войска под командованием прусского фельдмаршала Блюхера нанесли поражение Наполеону 1 февраля в сражении под Ла-Ротьером, причём противники потеряли по 6 тысяч солдат. Наполеон отступил в Труа за реки Об и Сену, на берегах которых были оставлены сильные арьергарды, чтоб скрыть и обезопасить это движение.
Развивая успех, союзники решили двинуться на Париж. Главная армия под командованием австрийского фельдмаршала Шварценберга должна была наступать вдоль долины Сены, имея перед собой главные силы Наполеона. Силезская армия Блюхера двинулась на Париж через долину реки Марны (впадает в Сену возле Парижа), имея перед собой слабые корпуса французских маршалов Макдональда и Мармона.
Из-за медлительности Шварценберга, причина которой были не военная, но желание австрийского кабинета сохранить баланс сил в Европе, разбитая французская армия спокойно восстанавливала силы до 6 февраля, пополняясь подкреплениями, а затем переместилась в Ножан, оставив 40-тысячный заслон под командованием маршалов Виктора и Удино против Шварценберга. Главная армия Шварценберга совершала всё это время не вполне понятные манёвры, в результате которых она продвигалась крайне медленными темпами.
В то же время Блюхер, напротив, развил энергичное преследование слабого корпуса Макдональда с целью отрезать его от Наполеона. В ходе наступления армия Блюхера отогнала Макдональда, но оказалась разбросанной корпусами на большом расстоянии, причём из-за отсутствия кавалерии Блюхер не располагал сведениями о перемещениях французской армии. Между топтавшейся на месте возле Труа Главной армией союзников и Блюхером образовался разрыв, не позволяющий Блюхеру вовремя получать подкрепления и помощь от Шварценберга.
Наполеон решил атаковать во фланг слабейшую армию союзников — армию Блюхера, разбросанную вдоль Марны и к тому же подошедшую ближе 100 км к Парижу. 10 февраля 1814 Наполеон атаковал и разбил под Шампобером русский корпус генерал-лейтенанта Олсуфьева.
Так началась серия побед Наполеона над Силезской армий Блюхера, получившая среди историков название «6-дневная война».
Блюхер, предполагая, что имеет дело с отдельным французским корпусом, приказал корпусам Остен-Сакена (русские, 14 тыс.) и Йорка (пруссаки, 18 тыс.) соединиться в Монмирале и разгромить противника. В случае неудачного хода дела он разрешил отступить за Марну. Однако Остен-Сакен 9 февраля двинулся из Монмираля в Лаферте, а когда вернулся, то натолкнулся на французскую армию.
Наполеон упредил соединение корпусов союзников и, оставив для прикрытия от Блюхера 6—8 тысячный корпус Мармона, двинул гвардию через Монмираль в Лаферте, навстречу Остен-Сакену.

## Диспозиция и силы сторон
Наполеон занял Монмираль, где сходились разные дороги, прежде союзников.
Остен-Сакен, приблизившись к городку, выстроил свой корпус в следующий боевой порядок: центр на большой дороге из Лаферте-су-Жуар в Монмираль, правое крыло в селении Марше близ речки Пети-Морен, а левое по направлению к деревне Фонтенель, куда должны были подойти пруссаки Йорка.
Русский корпус генерала от инфантерии Остен-Сакена насчитывал 14 тысяч солдат. Позднее, уже в ходе сражения, к нему присоединилась прусская бригада из корпуса Йорка в 4 тысячи солдат.
Наполеон имел в распоряжении 20 тысяч наиболее боеспособных солдат гвардии, согласно его письму от 10 февраля из Шампобера. Армия Наполеона уменьшилась, потому что пришлось выделить корпус Мармона как заслон от Блюхера.
K 11 февраля Блюхер имел в распоряжении под Берже 14 тыс. солдат (включая 400 кавалеристов) из прусского корпуса Клейста и русского 10-го пех. корпуса Капцевича, однако дезорганизованный быстрым перемещением армии Наполеона, прусский фельдмаршал оставался на месте, заняв оборонительную позицию. Как признался барон Мюффлинг из штаба Блюхера, фельдмаршал рассчитывал, что Остен-Сакен вовремя отступит перед Наполеоном на соединение с Йорком, и в крайнем случае союзные корпуса безопасно уйдут за Марну.

## Ход сражения
Передовые посты русских и французов завязали перестрелку в 9 часов утра 11 февраля, вскоре бои развернулись по всей линии. К Сакену прибыл Йорк с сообщением, что прусская пехота не успевает прибыть на поле сражения, а артиллерия не смогла пройти по раскисшим дорогам и была отправлена обратно в Шато-Тьерри. Только одна прусская бригада смогла подтянуться к 3 часам дня на левый фланг Сакена, который был вынужден усилить её русскими батареями.
Деревня Марше на правом фланге Сакена, обороняемая генералом Талызиным, стала ареной наиболее ожесточённого боя и несколько раз переходила из рук в руки. Когда русские в очередной раз выбили из Марше французов из дивизии Рикара, дивизия Старой гвардии во главе с Фрианом обошла Марше и заняла деревню Эпин в тылу русских, перерезав таким образом дорогу для отступления. Одновременно Рикар контратаковал и отбил Марше. Русским войскам ничего не оставалось, как отступать на север в сторону Шато-Тьерри прямо по полю, раскисшему от грязи.
Пытаясь отрезать правый фланг Сакена, Наполеон прорвал центр русского расположения, но русские полки смогли пробиться штыками. Французы пытались организовать преследование кавалерией, однако распутица и топко-лесистая местность позволили частям Сакена отбиться и на другой день занять новую позицию на дороге к Шато-Тьерри совместно с пруссаками Йорка.

## Результаты
В сражении, согласно историку Михайловскому-Данилевскому, русские потеряли до 5 тысяч человек, пруссаки — 850 солдат (возможно эти данные относятся к совокупности потерь за 11—12 февраля).
Современные историки приводят меньшие цифры: до 4 тысяч потерь у союзников.
По сведениям историка Керсновского союзные потери при Монмирале составили 3700 человек (2800 русских и 900 пруссаков) и 8 орудий. Безотосный сообщает о потерях у союзников более 3 тысяч человек убитыми, ранеными и пленными. 
Потери Наполеона оцениваются от 2 тыс. до 3 тыс. солдат. Урон французов, по данным Безотосного, был в 2 раза меньше, чем у побеждённых. 
Наполеон развил преследование отступающих союзных сил, и на следующий день 12 февраля нанёс очередное поражение Йорку и Остен-Сакену под Шато-Тьерри.